# Inza (fiume)
La Inza (in russo И́нза?) è un fiume della Russia europea, affluente di destra della Sura (bacino del Volga). Scorre nelle oblast' di Ul'janovsk e di Penza.
La sorgente del fiume Inza si trova nel villaggio di Voronovka, dalla sorgente scorre in fondo a un burrone. Attraversa i distretti di Bazarnosyzganskij e Inzenskij dell'oblast' di Ul'janovsk, poi scorre attraverso il distretto Nikol'skij dell'oblast' di Penza. Sfocia nella Sura a 486 km dalla foce, subito dopo aver passato l'insediamento di tipo urbano di Sura.
Il fiume scorre dapprima in direzione nord-ovest, dopo aver passato a sud della città di Inza gira a ovest, e da quel punto alla foce costeggia la ferrovia.